# Kleinothraupis
Kleinothraupis és un gènere d'ocells de la família dels tràupids (Thraupidae).

## Taxonomia
Segons la Classificació del Congrés Ornitològic Internacional (versió 14.2, 2024) aquest gènere està format per cinc espècies:
- Tàngara de coroneta grisa (Kleinothraupis reyi Berlepsch, 1885)
- Tàngara de coroneta negra (Kleinothraupis atropileus Lafresnaye, 1842)
- Tàngara cellablanca (Kleinothraupis auricularis Cabanis, 1873)
- Tàngara dels bambús (Kleinothraupis calophrys Sclater, PL & Salvin, 1876)
- Tàngara de Parodi (Kleinothraupis parodii Weske & Terborgh, 1974)